# Lyriel
Lyriel é um banda alemã de folk metal formada no ano de 2003 em Gummersbach.

## Membros
- Tim Sonnenstuhl - baixo, guitarra
- Linda Laukamp - cello
- Oliver Thierjung - guitarra
- Joon Laukamp - violino
- Jessica Thierjung - vocal
- Marcus Fidorra - bateria

## Discografia

### Álbuns
- 2005: Prisonworld
- 2006: Autumntales
- 2009: The First Chapters
- 2010: Paranoid Circus
- 2012: Leverage
- 2014: Skin and Bones

## Videografia

### DVD
- 2005: Live auf Burg Greifenstein